# Aoplus velox
Aoplus velox là một loài tò vò trong họ Ichneumonidae.